# Käina (bourg)
Käina est un petit bourg de la commune de Hiiumaa, situé sur l'île d'Hiiumaa dans le comté de Hiiu en Estonie. 

## Géographie
Le bourg est situé sur la côte sud-est de l'île d'Hiiumaa et baigné par une baie qui le sépare de l'île de Kassari. Il se trouve à 20 km au sud de Kärdla.

## Histoire
Käina est mentionné pour la première fois en 1522 et porte le nom de Keina jusqu'en 1939. 
Le domaine épiscopal de Käina était déjà un lieu important au milieu du XVIe siècle, notamment en raison de la proximité du port sur la baie. La paroisse de Käina a été créée vers 1500. 
Après la capitale de l'île, Kärdla, Käina est le deuxième centre économique et culturel de l'île de Hiiumaa. Pendant la période de la RSS d'Estonie, d'importantes fermes collectives et entreprises industrielles ainsi qu'un centre vétérinaire y ont été construits. Aujourd'hui, de nombreuses entreprises et sociétés Hiiumaa ont leur siège à Käina et le tourisme thermal joue un rôle majeur dans la ville. En 1959, la boue curative de la baie de Käina a été utilisée pour la première fois pour des traitements. Aujourd'hui, la population a accès à une piscine couverte moderne.
Avant la réforme administrative d'octobre 2017, Käina était le chef-lieu de la commune homonyme qui, à cette date, a fusionné avec les autres communes de l'île pour former celle de Hiiumaa.

## Galerie

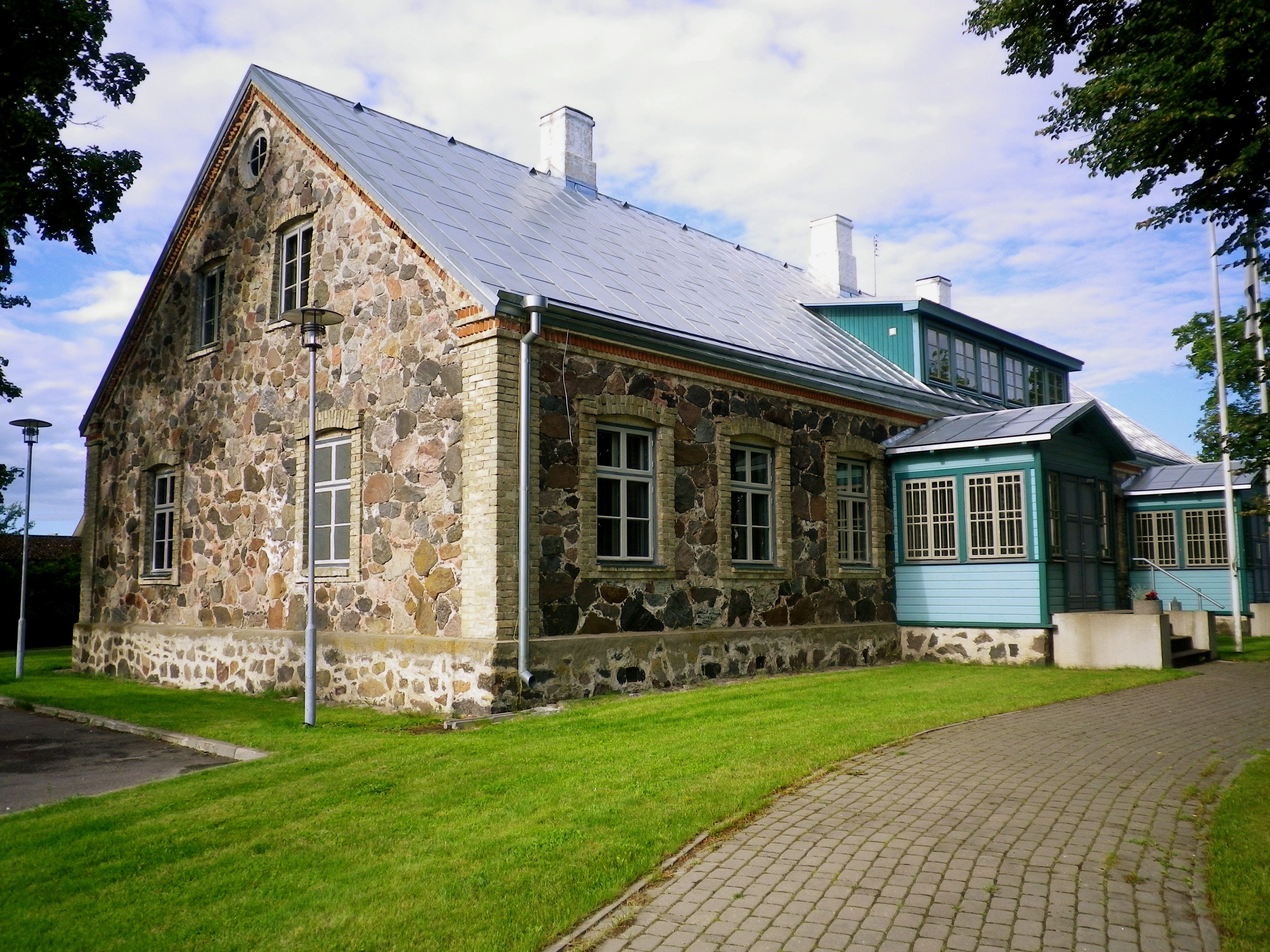
Mairie.
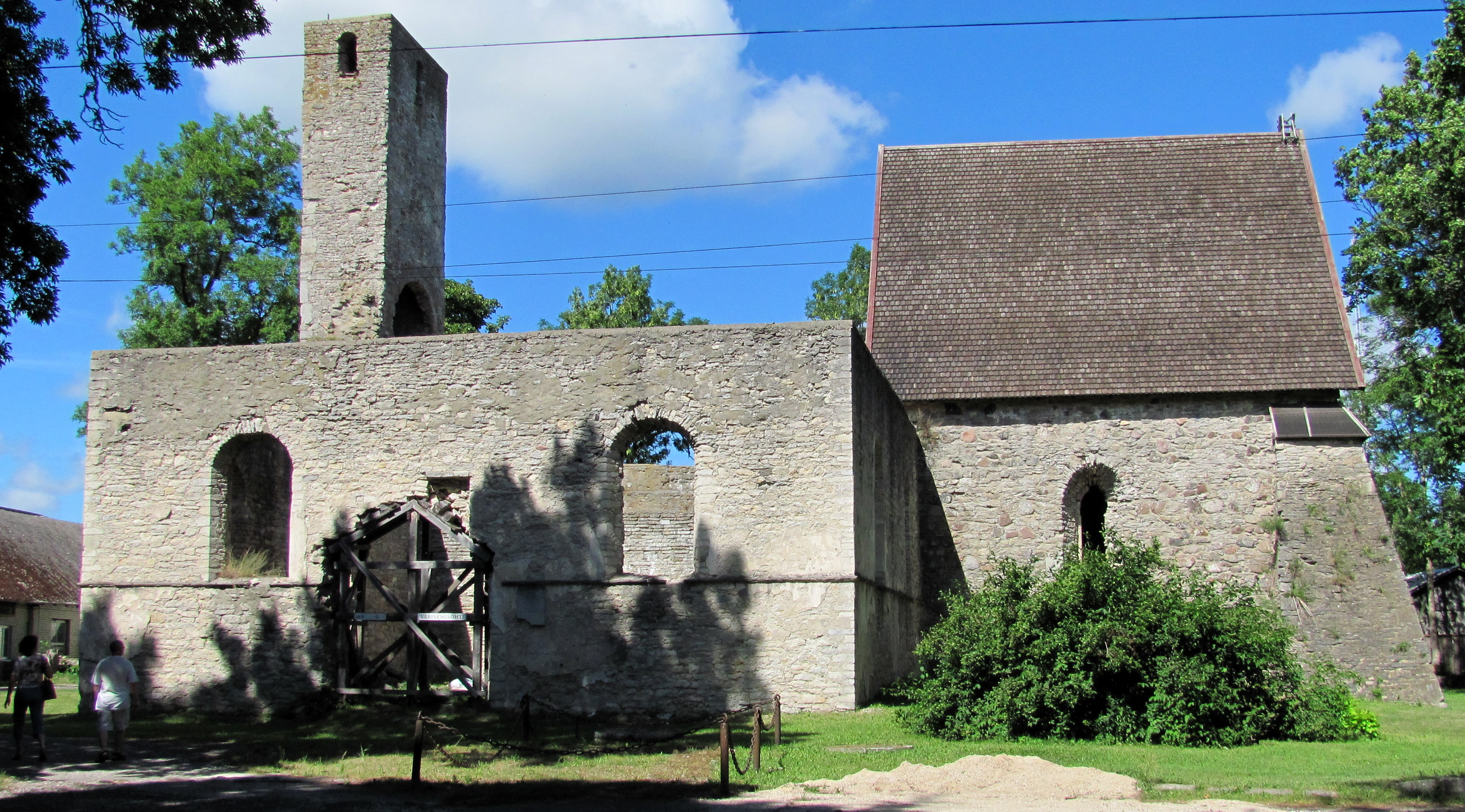
Ruines de l'ancienne église.
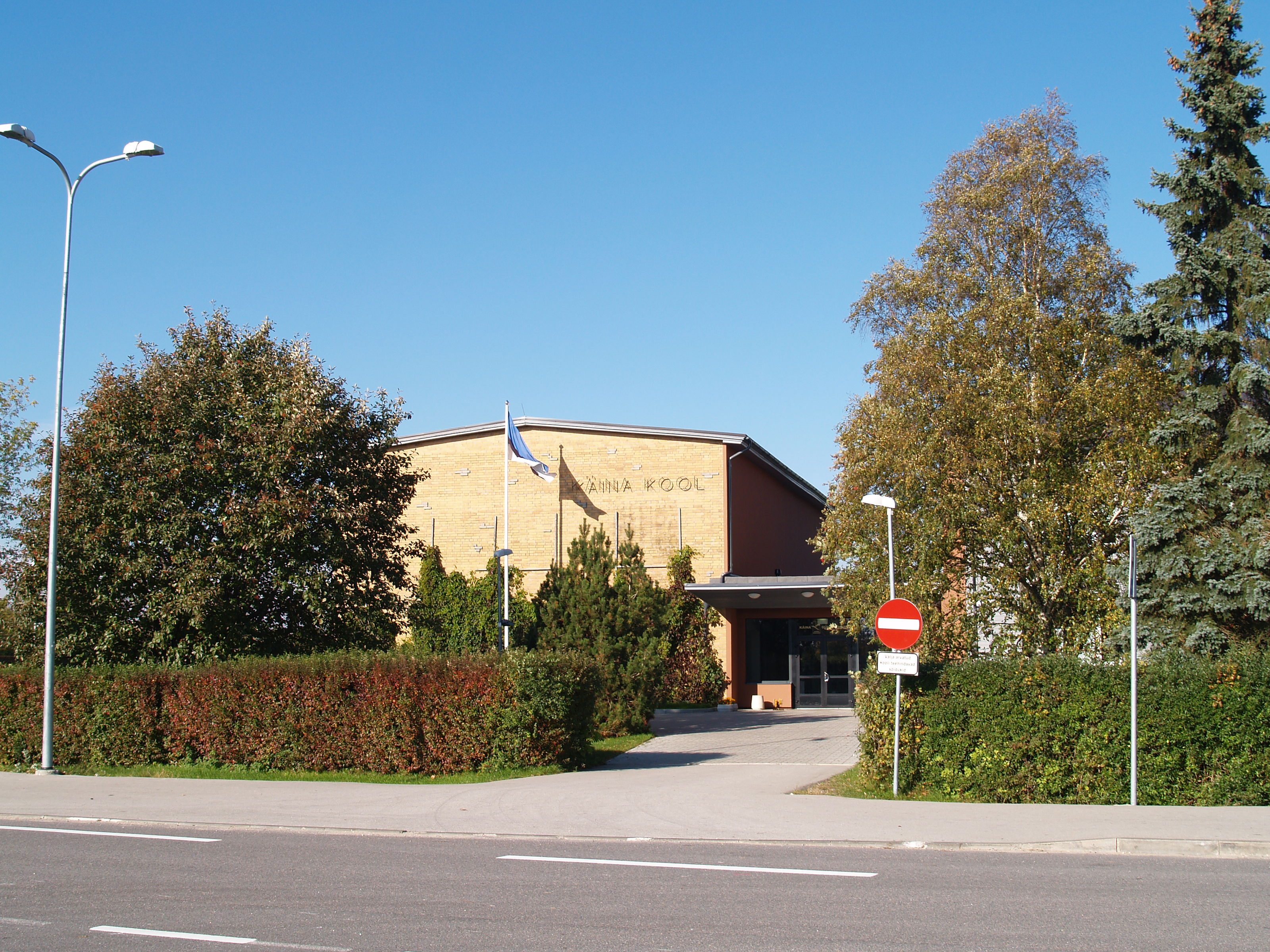
Lycée.
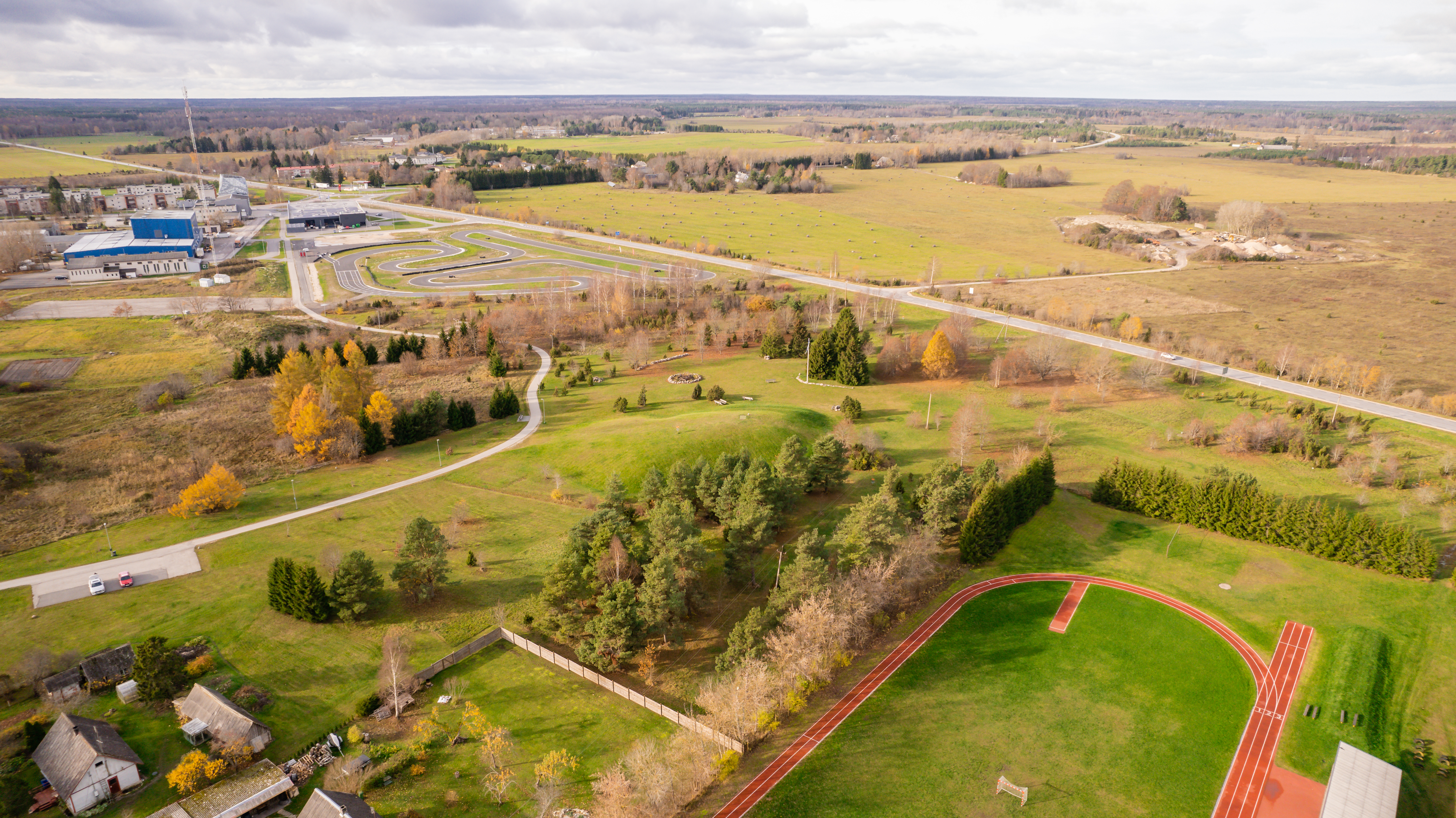